# XX съезд КПСС
XX съезд Коммунисти́ческой па́ртии Сове́тского Сою́за состоялся в Москве 14—25 февраля 1956 года. Наиболее известен осуждением культа личности и, косвенно, идеологического наследия Сталина.

## Созыв съезда
Решение о созыве съезда было принято на Пленуме ЦК КПСС, который состоялся 4—12 июля 1955 года; нормы представительства были установлены следующие: один делегат с решающим голосом на 5000 членов партии и один делегат с совещательным голосом на 5000 кандидатов в члены партии.

## Общие сведения
Съезд состоялся 14—25 февраля 1956 года в зале заседаний Верховного Совета РСФСР в Москве.
Присутствовало 1349 делегатов с решающим голосом (по другим источникам — 1356) и 81 делегат с совещательным голосом (по другим источникам — 80), представлявших 6 795 896 членов партии и 419 609 кандидатов в члены партии.
На съезде присутствовали делегации коммунистических и рабочих партий 55 зарубежных стран.
Порядок дня:
- Отчётный доклад ЦК КПСС. Докладчик — Н. С. Хрущёв.
- Отчётный доклад Центральной ревизионной комиссии КПСС. Докладчик — П. Г. Москатов.
- Директивы по 6-му пятилетнему плану развития народного хозяйства СССР на 1956—1960 годы. Докладчик — Н. А. Булганин.
- Выборы центральных органов партии. Докладчик — Н. С. Хрущёв.

## Идеология. Мирное сосуществование. Многообразие путей к социализму

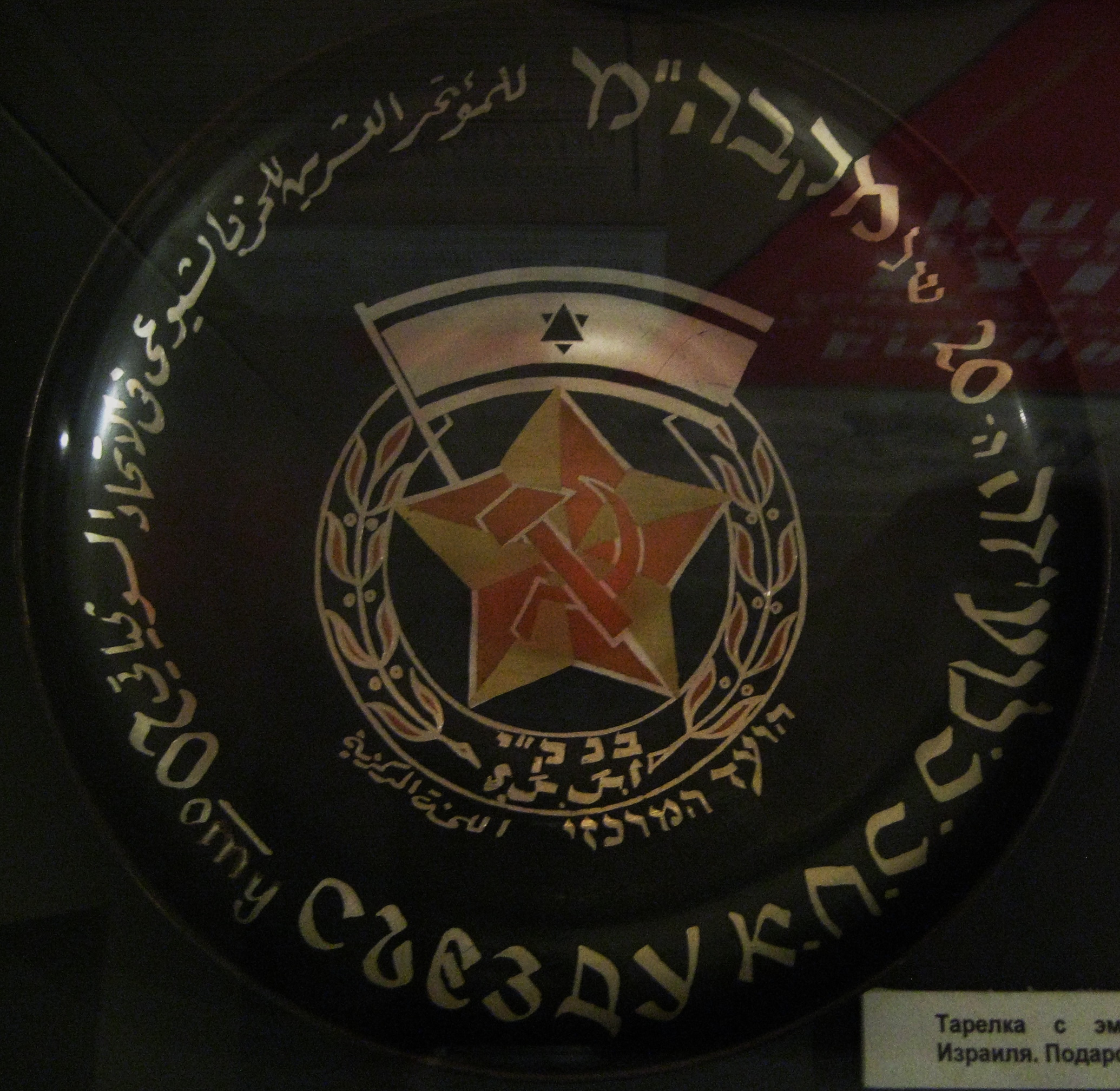
Тарелка с эмблемой коммунистической партии Израиля. Подарок XX съезду КПСС. Тель-Авив, 1956. Государственный центральный музей современной истории России

XX съезд обычно считается моментом, положившим конец сталинской эпохе и сделавшим обсуждение ряда общественных вопросов несколько более свободным. Он ознаменовал ослабление идеологической цензуры в литературе и искусстве и возвращение многих прежде запретных имён. Однако на деле критика Сталина прозвучала лишь на закрытом заседании ЦК КПСС по окончании съезда (см. ниже).
На съезде обсуждались отчёты центральных органов партии и основные параметры 6-го пятилетнего плана.
Съезд осудил практику отрыва «идеологической работы от практики коммунистического строительства», «идеологического догматизма и начётничества».
Обсуждалось также международное положение, роль социализма как мировой системы и борьба его с империализмом, распад колониальной системы империализма и становление новых развивающихся стран. В связи с этим, был подтверждён ленинский принцип о возможности мирного сосуществования государств с различным социальным строем.
Съезд принял решение о многообразии форм перехода государств к социализму, указал, что гражданские войны и насильственные потрясения не являются необходимым этапом пути к новой общественной формации. Съезд отметил, что «могут быть созданы условия для проведения мирным путём коренных политических и экономических преобразований».
Своеобразной подготовкой к критике Сталина стала речь на съезде А. И. Микояна, который резко раскритиковал сталинский Краткий курс истории ВКП(б), отрицательно оценил литературу по истории Октябрьской революции, Гражданской войны и советского государства.
Съезд избрал ЦК КПСС в количестве 133 членов и 122 кандидатов; Центральную Ревизионную комиссию в составе 63 членов.

## Состав избранного на съезде ЦК КПСС
Состав Центрального Комитета КПСС, избранного XX съездом партии
Члены ЦК:
1. Авхимович, Николай Ефремович
2. Алфёров, Павел Никитович
3. Андреев, Андрей Андреевич
4. Аристов, Аверкий Борисович
5. Бабаев, Сухан Бабаевич
6. Байбаков, Николай Константинович
7. Беляев, Николай Ильич
8. Бенедиктов, Иван Александрович
9. Бещев, Борис Павлович
10. Бобровников, Николай Иванович
11. Бойцов, Иван Павлович
12. Брежнев, Леонид Ильич
13. Брежнев, Дмитрий Данилович
14. Булганин, Николай Александрович
15. Ванников, Борис Львович
16. Василевский, Александр Михайлович
17. Волков, Александр Петрович
18. Ворошилов, Климент Ефремович
19. Воронов, Геннадий Иванович
20. Гаевой, Антон Иванович
21. Гафуров, Бободжан Гафурович
22. Горячев, Фёдор Степанович
23. Гришин, Виктор Васильевич
24. Гришин, Иван Тимофеевич
25. Громыко, Андрей Андреевич
26. Даниялов, Абдурахман Даниялович
27. Дементьев, Пётр Васильевич
28. Денисов, Георгий Апполинарьевич
29. Дерюгин, Борис Иванович
30. Джавахишвили, Гиви Дмитриевич
31. Доронин, Павел Иванович
32. Дудоров, Николай Павлович
33. Енютин, Георгий Васильевич
34. Ефремов, Михаил Тимофеевич
35. Ефремов, Леонид Николаевич
36. Жегалин, Иван Кузьмич
37. Жуков, Георгий Константинович
38. Завенягин, Авраамий Павлович
39. Задемидко, Александр Николаевич
40. Зверев, Арсений Григорьевич
41. Игнатов, Николай Григорьевич
42. Игнатов, Николай Фёдорович
43. Игнатьев, Семён Денисович
44. Кабанов, Иван Григорьевич
45. Каганович, Лазарь Моисеевич
46. Калнберзинь, Ян Эдуардович
47. Кальченко, Никифор Тимофеевич
48. Капитонов, Иван Васильевич
49. Кириленко, Андрей Павлович
50. Кириченко, Алексей Илларионович
51. Киселёв, Николай Васильевич
52. Клименко, Василий Константинович
53. Кобелев, Борис Николаевич
54. Ковригина, Мария Дмитриевна
55. Козлов, Фрол Романович
56. Колущинский, Евгений Петрович
57. Конев, Иван Степанович
58. Корнейчук, Александр Евдокимович
59. Коротченко, Демьян Сергеевич
60. Косыгин, Алексей Николаевич
61. Кузнецов, Василий Васильевич
62. Кунаев, Динмухамед Ахмедович
63. Куусинен, Отто Вильгельмович
64. Кучеренко, Владимир Алексеевич
65. Кэбин, Йоханнес Густавович
66. Ларионов, Алексей Николаевич
67. Лаптев, Николай Васильевич
68. Латунов, Иван Сергеевич
69. Лебедев, Иван Кононович
70. Лубенников, Леонид Игнатьевич
71. Мазуров, Кирилл Трофимович
72. Маленков, Георгий Максимилианович
73. Малиновский, Родион Яковлевич
74. Малышев, Вячеслав Александрович
75. Марков, Василий Сергеевич
76. Марченко, Иван Тимофеевич
77. Мацкевич, Владимир Владимирович
78. Мжаванадзе, Василий Павлович
79. Микоян, Анастас Иванович
80. Митин, Марк Борисович
81. Михайлов, Николай Александрович
82. Молотов, Вячеслав Михайлович
83. Москвин, Василий Арсентьевич
84. Москаленко, Кирилл Семёнович
85. Муратов, Зиннат Ибятович
86. Мустафаев, Имам Дашдемир оглы
87. Мухитдинов, Нуритдин Акрамович
88. Насриддинова, Ядгар Садыковна
89. Органов, Николай Николаевич
90. Панкратова, Анна Михайловна
91. Патоличев, Николай Семёнович
92. Пегов, Николай Михайлович
93. Первухин, Михаил Георгиевич
94. Петухов, Константин Дмитриевич
95. Подгорный, Николай Викторович
96. Полянский, Дмитрий Степанович
97. Пономарёв, Борис Николаевич
98. Пономаренко, Пантелеймон Кондратьевич
99. Поспелов, Пётр Николаевич
100. Прокофьев, Василий Андреевич
101. Пузанов, Александр Михайлович
102. Пысин, Константин Георгиевич
103. Рагимов, Садых Гаджи Ярали оглы
104. Раззаков, Исхак Раззакович
105. Румянцев, Алексей Матвеевич
106. Сабуров, Максим Захарович
107. Сердюк, Зиновий Тимофеевич
108. Серов, Иван Александрович
109. Снечкус, Антанас Юозович
110. Соколовский, Василий Данилович
111. Стахурский, Михаил Михайлович
112. Струев, Александр Иванович
113. Суслов, Виктор Максимович
114. Суслов, Михаил Андреевич
115. Тевосян, Иван Фёдорович
116. Титов, Виталий Николаевич
117. Титов, Фёдор Егорович
118. Тихомиров, Сергей Михайлович
119. Товмасян, Сурен Акопович
120. Устинов, Дмитрий Фёдорович
121. Фурцева, Екатерина Алексеевна
122. Хворостухин, Алексей Иванович
123. Хруничев, Михаил Васильевич
124. Хрущёв, Никита Сергеевич
125. Чернышёв, Василий Ефимович
126. Шверник, Николай Михайлович
127. Шелепин, Александр Николаевич
128. Шепилов, Дмитрий Трофимович
129. Школьников, Алексей Михайлович
130. Штыков, Терентий Фомич
131. Юдин, Павел Фёдорович
132. Яковлев, Иван Дмитриевич
133. Яснов, Михаил Алексеевич

Кандидаты в члены ЦК:
1. Андреева Н. Н.
2. Баграмян И. Х.
3. Бирюзов С. С.
4. Борисов С. З.
5. Бубновский Н. Д.
6. Буденный С. М.
7. Бутузов С. М.
8. Воронов Ф. Д.
9. Ганенко И. П.
10. Глебовский Г. Н.
11. Горбатов А. В.
12. Горшков С. Г.
13. Гречко А. А.
14. Гречуха М. С.
15. Гришин К. Н.
16. Гришко Г. Е
17. Громов Е. И.
18. Гуреев Н. М.
19. Дыгай Н. А.
20. Евсенко М. А.
21. Елютин В. П.
22. Епишев А. А.
23. Еременко А. И.
24. Жаворонков В. Г.
25. Жигарев П. Ф.
26. Жимерин Д. Г.
27. Жуков К. П.
28. Журин Н. И.
29. Закурдаев В. И.
30. Замчевский И. К.
31. Зарубин Г. Н.
32. Золотухин Г. С.
33. Зорин В. А.
34. Зотов В. П.
35. Иващенко О. И.
36. Ислюков С. М.
37. Ишков А. А.
38. Казанец И. П.
39. Калмыков В. Д.
40. Канунников М. Я.
41. Карасев В. Я.
42. Климов А. П.
43. Коваль К. И.
44. Козлов А. И.
45. Возлов В. И.
46. Комаров П. Т.
47. Комяхов В. Г.
48. Константинов Ф. В.
49. Корниец Л. Р.
50. Косов В. В.
51. Костоусов А. И.
52. Крахмалев М. К.
53. Кумыкин П. Н.
54. Лацис В. Т.
55. Лихачев И. А.
56. Лобанов П. П.
57. Логинов С. П.
58. Ломако П. Ф.
59. Лунев К. Ф.
60. Лучинский А. А.
61. Лыкова Л. П.
62. Максарев Ю. Е.
63. Малик Я. А.
64. Мельников Л. Г.
65. Мельников Р. Е.
66. Меньшиков М. А.
67. Мыларщиков В. П.
68. Мюрисеп А. А.
69. Найдек Л. И.
70. Неделин М. И.
71. Нефедова О. И.
72. Никитин П. В.
73. Носенко И. И.
74. Орлов Г. М.
75. Орловский К. П.
76. Островитянов К. В.
77. Павлов Д. В.
78. Палецкис Ю. И.
79. Петухнов А. У.
80. Пилипец С. М.
81. Попова Н. В.
82. Постовалов С. О.
83. Пчеляков А. П.
84. Райзер Д. Я.
85. Рашидов Ш.
86. Рудаков А. П.
87. Руденко Р. А.
88. Рудь Г. Я.
89. Рябиков В. М.
90. Семичастный В. Е.
91. Сенин И. С.
92. Сизов Г. Ф.
93. Синяговский П. Е.
94. Скиданенко И. Т.
95. Скулков И. П.
96. Смирнов Н. И.
97. Соколов Т. И.
98. Соловьев Л. Н.
99. Степанов С. А.
100. Строкин Н. И.
101. Сурганов Ф. А.
102. Сурков А. А.
103. Тарасов М. П.
104. Ташенев Ж. А.
105. Тимошенко С. К.
106. Тока С. К.
107. Трофимов А. С.
108. Туманова З. П.
109. Тур И. П.
110. Фадеев А. А.
111. Фирюбин Н. П.
112. Флорентьев Л. Я.
113. Хахалов А. У.
114. Чеплаков П. Ф.
115. Чубинидзе М. Д.
116. Чуйков В. И.
117. Чураев В. М.
118. Шашков З. А.
119. Шереметьев А. Г.
120. Шумаускас М. Ю.
121. Юдин П. А.
122. Юркин Т. А.

## Состав избранной на съезде Центральной ревизионной комиссии
Члены Центральной ревизионной комиссии:
1. Абабков Т. И.
2. Абалин С. М.
3. Агкацев В. М.
4. Арушанян Ш. М.
5. Бабич В. И.
6. Бойкова А. П.
7. Виноградов С. А.
8. Воробьев Г. И.
9. Горкин А. Ф.
10. Громов Г. П.
11. Губин К. А.
12. Дорошенко П. Е.
13. Дубковецкий Ф. И.
14. Жуков Г. А.
15. Зимянин М. В.
16. Ибрагимов М. А.
17. Игнатов С. А.
18. Ильичев Л. Ф.
19. Казьмин Н. Д.
20. Каиров И. А.
21. Камалов С.
22. Кидин А. Н.
23. Кириллин В. А.
24. Косяченко Г. П.
25. Кочетов В. А.
26. Кузнецов Ф. Ф.
27. Кузьмин И. И.
28. Кузьмин Н. М.
29. Кулатов Т.
30. Лазуренко М. К.
31. Лукьянов В. В.
32. Малин В. Н.
33. Малинин М. С.
34. Мерецков К. А.
35. Миронов З. В.
36. Москатов П. Г.
37. Московский В. П.
38. Муравьева Н. А.
39. Овезов Б.
40. Озолинь К. М.
41. Орлов М. А.
42. Осипов Г. И.
43. Ососков В. И.
44. Пальгунов Н. Г.
45. Панюшкин А. С.
46. Подзерко В. А.
47. Поликарпов Д. А.
48. Прокконен П. С.
49. Прокофьев А. А.
50. Промыслов В. Ф.
51. Пушкин Г. М.
52. Рожанчук Н. М.
53. Сатюков П. А.
54. Семенов В. С.
55. Симонов К. М.
56. Спиридонов А. М.
57. Суетин М. С.
58. Ульджабаев Т.
59. Чередниченко Е. Т.
60. Шикин И. В.
61. Щербицкий В. В.
62. Юсупов И.
63. Яковлев А. И.

## Осуждение культа личности Сталина
Главные события, сделавшие съезд знаменитым, произошли в последний день работы, 25 февраля, на закрытом утреннем заседании. В этот день Н. С. Хрущёв выступил с закрытым докладом «О культе личности и его последствиях», который был посвящён осуждению культа личности И. В. Сталина.
В нём была озвучена новая точка зрения на недавнее прошлое страны, с перечислением многочисленных фактов преступлений второй половины 1930-х — начала 1950-х, вина за которые возлагалась на Сталина. В докладе была также поднята проблема реабилитации партийных и военных деятелей, репрессированных при Сталине.
Несмотря на условную закрытость, доклад был распространён по всем партячейкам страны, причём на ряде предприятий к его обсуждению привлекали и беспартийных, обсуждение доклада велось также в ячейках ВЛКСМ.
Доклад привлёк огромное внимание во всём мире, появились его переводы на различные языки, в том числе распространявшиеся в некоммунистических кругах. В Советском Союзе он был опубликован только в 1989 году в журнале «Известия ЦК КПСС».
«Смягчённый» вариант доклада был обнародован в качестве постановления Президиума ЦК КПСС от 30 июня 1956 года под названием «О преодолении культа личности и его последствий», в котором задавались рамки допустимой критики сталинизма.
По мнению журналистки американской газеты The Washington Post, Энн Аппельбаум: 

Целью доклада Хрущёва было не только освобождение соотечественников, но и консолидация личной власти и запугивание партийных оппонентов, которые все также принимали участие [в репрессиях] с большим энтузиазмом.
В дальнейшем съезд резко критиковался многими коммунистами, начиная с приверженных сталинской линии маоистского Китая и ходжаистской Албании и кончая современными деятелями, например, генсеком ЦК КПГ Алекой Папаригой, назвавшей в 2011 году съезд «Победой оппортунизма».
По оценке Компартии Греции в 2020 году он «в итоге стал съездом господства правого оппортунистического отклонения».

## Прекращение паровозостроения

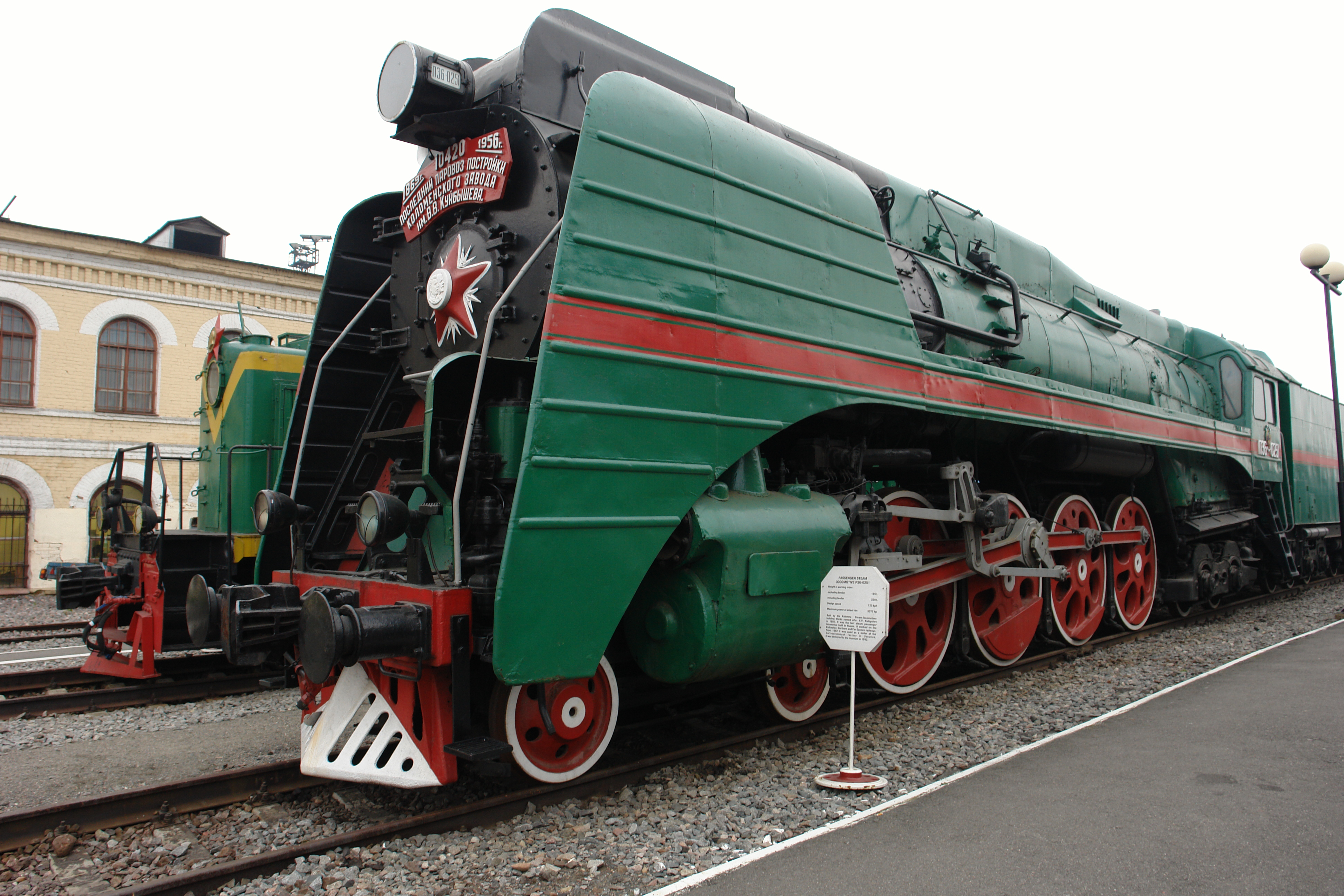
Последний советский пассажирский паровоз (П36-0251)

На съезде был подвергнут жёсткой критике железнодорожный транспорт, который 86 % перевозок выполнял с помощью паровозов, несмотря на их низкий Коэффициент полезного действия, а план по электрификации на Пятую пятилетку был выполнен на 58 %. Министерство путей сообщения критиковалось за низкие объёмы грузоперевозок и нарушения в доставке материалов, из-за чего зачастую нарушались планы по строителству жилья и предприятий. Была рассмотрена записка авторства нескольких крупных специалистов, включая начальника Технического управления Министерства тяжёлого машиностроения Михаила Щукина, о целесообразности замены паровозов на современные типы локомотивов — электровозы, тепловозы и газотурбовозы. При этом Каганович наиболее перспективным видел электровоз Н8, а Бещев — тепловоз ТЭ3, указывая на необходимость начала крупносерийного выпуска последнего, так как он мог заменить паровозы на неэлектрифицированных железных дорогах.
На основании этого, 25 февраля были приняты решения «развить производство электровозов и тепловозов и прекратить выпуск магистральных паровозов», а также «организовать серийное производство новых мощных тепловозных, судовых и стационарных дизелей». В том же году крупнейшие в СССР паровозостроительные заводы, Коломенский и Ворошиловградский, выпустили свои последние паровозы — пассажирский П36-251 и грузовой ЛВ-522 соответственно. Вместо них, указанные заводы перешли на выпуск тепловозов ТЭ3. Вскоре после съезда Советом министров СССР было принято решение и о прекращении строительства пароходов, а также прекращении выпуска поршневых паросиловых установок для народного хозяйства. Эпоха парового привода в СССР завершалась; страна помимо электрификации взяла курс и на дизелизацию транспорта.

## Индустриальное освоение восточных районов СССР
Начиная со второй половины 1950-х гг. в восточных районах страны резко интенсифицируется миграционное движение — процесс, полностью скоррелированный с объявленной на февральском XX съезде КПСС государственной политикой «разворота на восток», ставшей стартом новой индустриализационной политики в Сибири. Принятые съездом директивы шестого пятилетнего плана (1956–1960 гг.) ставили целью создание на востоке страны в последующие 10–15 лет, к началу 1970-х гг., крупнейшей базы по добыче угля и производству электроэнергии. Впрочем, стратегические планы этим не ограничивались — в Сибири предполагалось заложить основу третьей национальной металлургической базы производительностью 15–20 млн т чугуна в год (в дополнение к уже созданным в СССР Южной (Украинская ССР) и Уральской металлургическим базам). К такому решению подталкивал высокий ресурсный потенциал региона. Так, в Восточной Сибири в 1959 году в среднем приходилось 1,05 млн тонн разведанных запасов угля на человека — и это на фоне 4,2 тыс. тонн, приходящихся на жителей европейских районов СССР (включая Урал).
Упор в развитии восточных территорий, согласно директивам VI пятилетнего плана, делался на развитие энергетики. Без устойчивой энергетической инфраструктуры невозможно было говорить о каком‑либо стабильном росте промышленности, тем более, о вводе новых индустриальных объектов. Энергодефицит в дальнейшем мог обернуться серьёзной угрозой высокой динамике роста экономики, которую демонстрировала советская экономика в ходе двух послевоенных пятилеток (с 1946 по 1955 гг.). Пока же, перед стартом большой восточной программы, послевоенный Советский Союз испытывал трудности даже с обеспечением гарантированного уровня энергоснабжения в старых индустриальных районах на западе страны. Неудивительно, что руководство страны вовсе не жаждало создать аналогичную ситуацию, теперь уже и на востоке страны. Отсюда и логика принятого на XX съезде решения расширить применение атомной энергетики. Директивы съезда прямо указывали на необходимость возведения в течение 1956—1960 годов ряда новых атомных электростанций.
Как пишет Ринат Резванов, реализация целей требовала соблюдения как минимум двух непременных условий: наличия свободных трудовых ресурсов и инфраструктурной (социальной/производственной) базы. Так, в первом случае ответом на вызов времени стал миграционный приток рабочих рук в сибирские города — прежде всего в крупные региональные городские центры, туда, где не было необходимости создавать «с нуля» необходимую  инфраструктуру. Тем самым экстенсивными методами совершалась попытка решения и второй задачи. Неудивительно, что на первом этапе новой политики освоения востока, по крайней мере до начала освоения Западно-Сибирского нефтегазового комплекса во второй половине 1960-х гг., приток кадров и формирование промышленных районов проходили в уже сложившихся городских центрах, расположенных вдоль линии Транссибирской магистрали и включённых в общесетевую систему грузоперевозок, где явный приоритет отдавался железнодорожному транспорту. Все крупные города связывала сеть железных дорог, будь то активно развивающий нефтехимию Омск (благодаря нефтепроводу Туймазы — Иркутск) или Новосибирский промышленный узел с его машиностроением, не говоря уже об угольно-металлургических агломерациях Кузбасса.

## Память
- С 1957 года в городе Кривой Рог названо Рудоуправление им. 20-го партсъезда.
- Кировский машиностроительный завод им. XX партсъезда.
- В городе Омск имеется Улица 20-го партсъезда.
- В селе Учкекен имеется Улица 20-го партсъезда
- В городе Липецк имеется Улица 20-го партсъезда.

### В филателии
В СССР по случаю XX съезда были выпущены две почтовые марки:

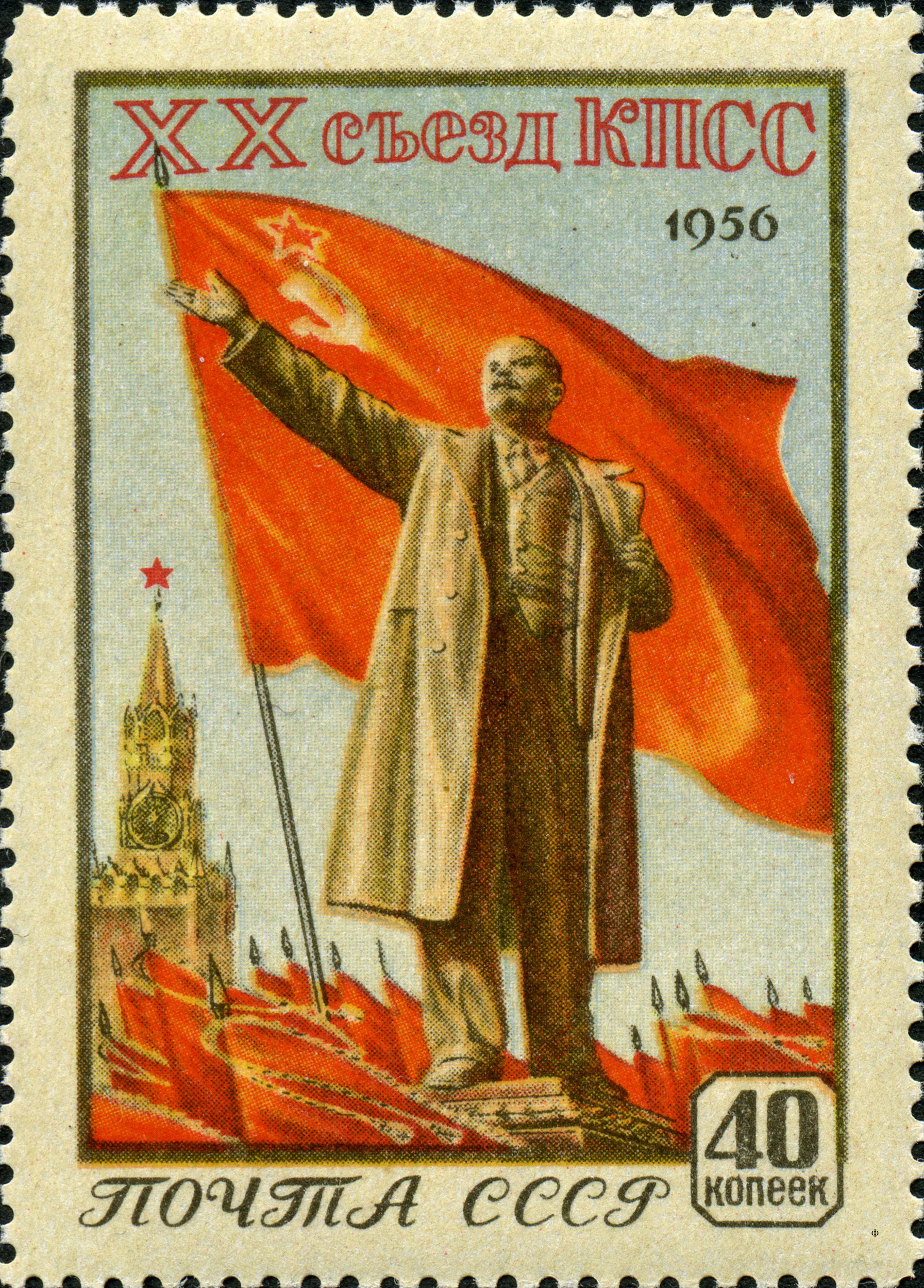
Номинал 40 коп.
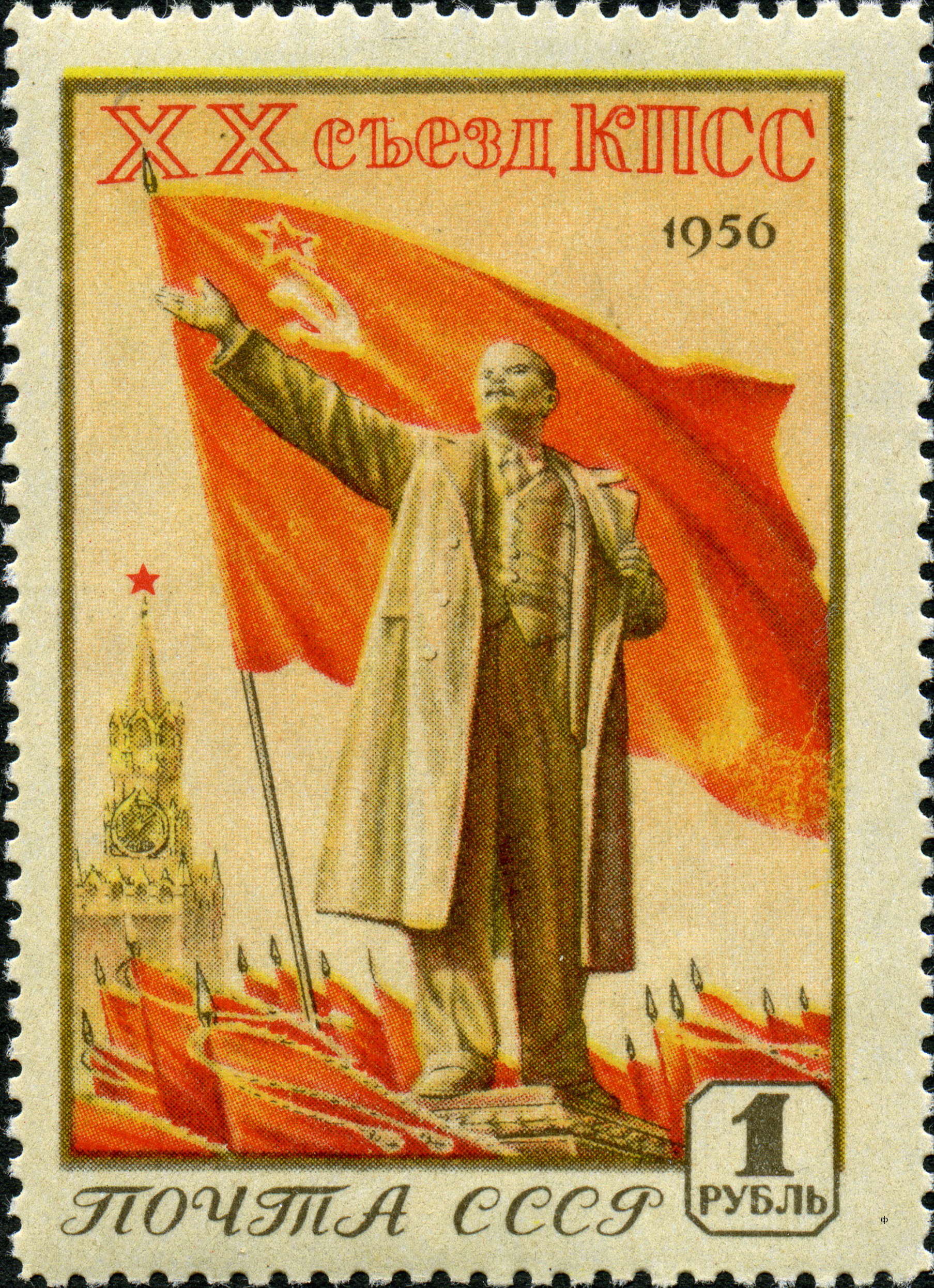
Номинал 1 руб.